# Chợ Gyeongdong
Chợ Gyeongdong hoặc Chợ Kyungdong, nằm ở quận Dongdaemun, Seoul là một trong những chợ bán nhân sâm và dược liệu lớn nhất của Hàn Quốc. Kể từ khi thành lập vào năm 1960, chợ cung cấp 70% thành phần dược liệu của đất nước, có hơn 1.000 cửa hàng và phòng khám y học phương đông trong khu vực. Chợ Gyeongdong cũng phục vụ bán buôn và bán lẻ nông sản và cá trong khoảng 300.000 mét vuông, bằng năm lần kích thước của sân vận động World Cup Seoul Sangam.
Có thể đến chợ bằng Ga Jegi-dong trên Tàu điện ngầm Seoul tuyến 1.

## Thư viện ảnh

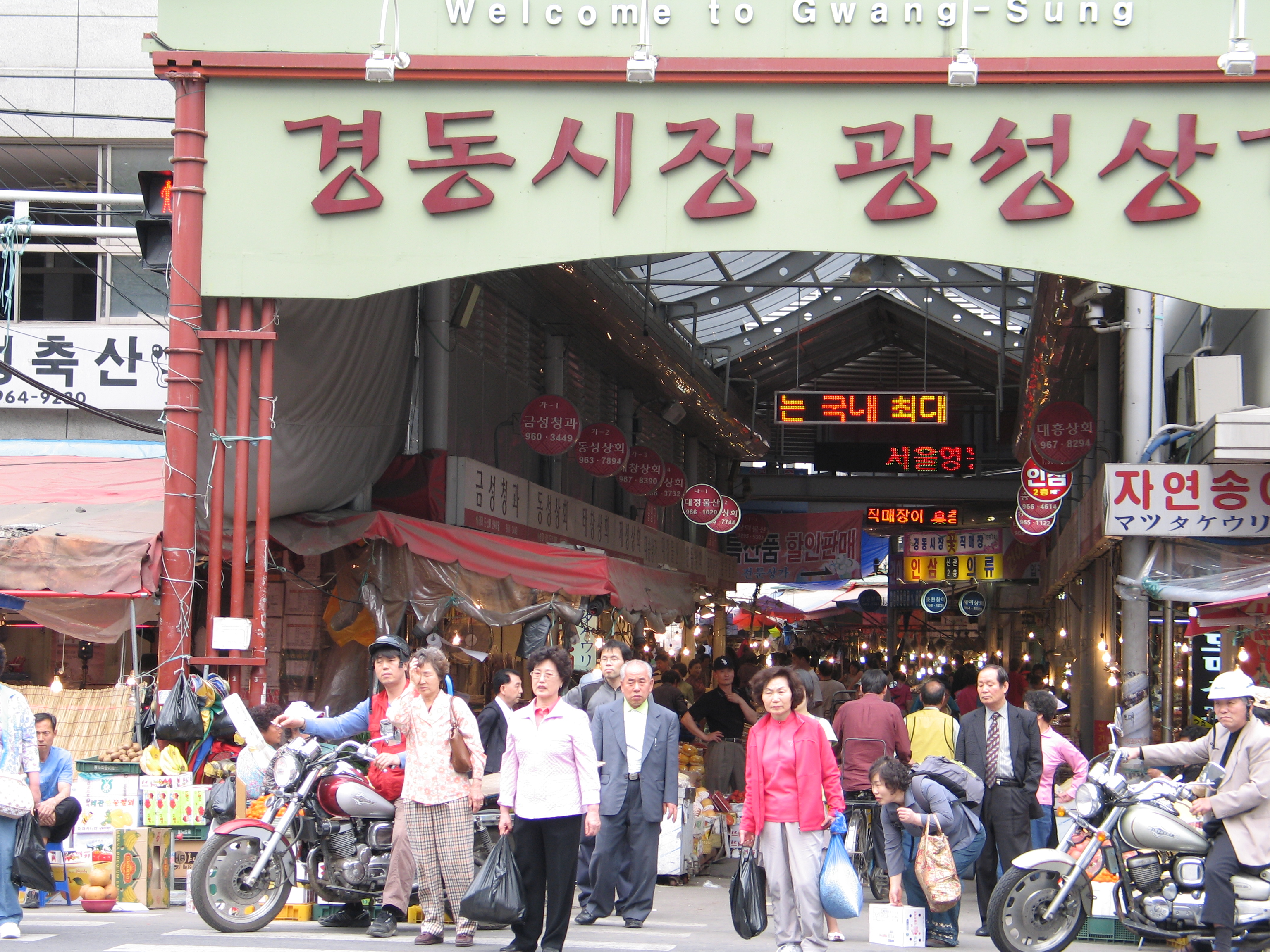
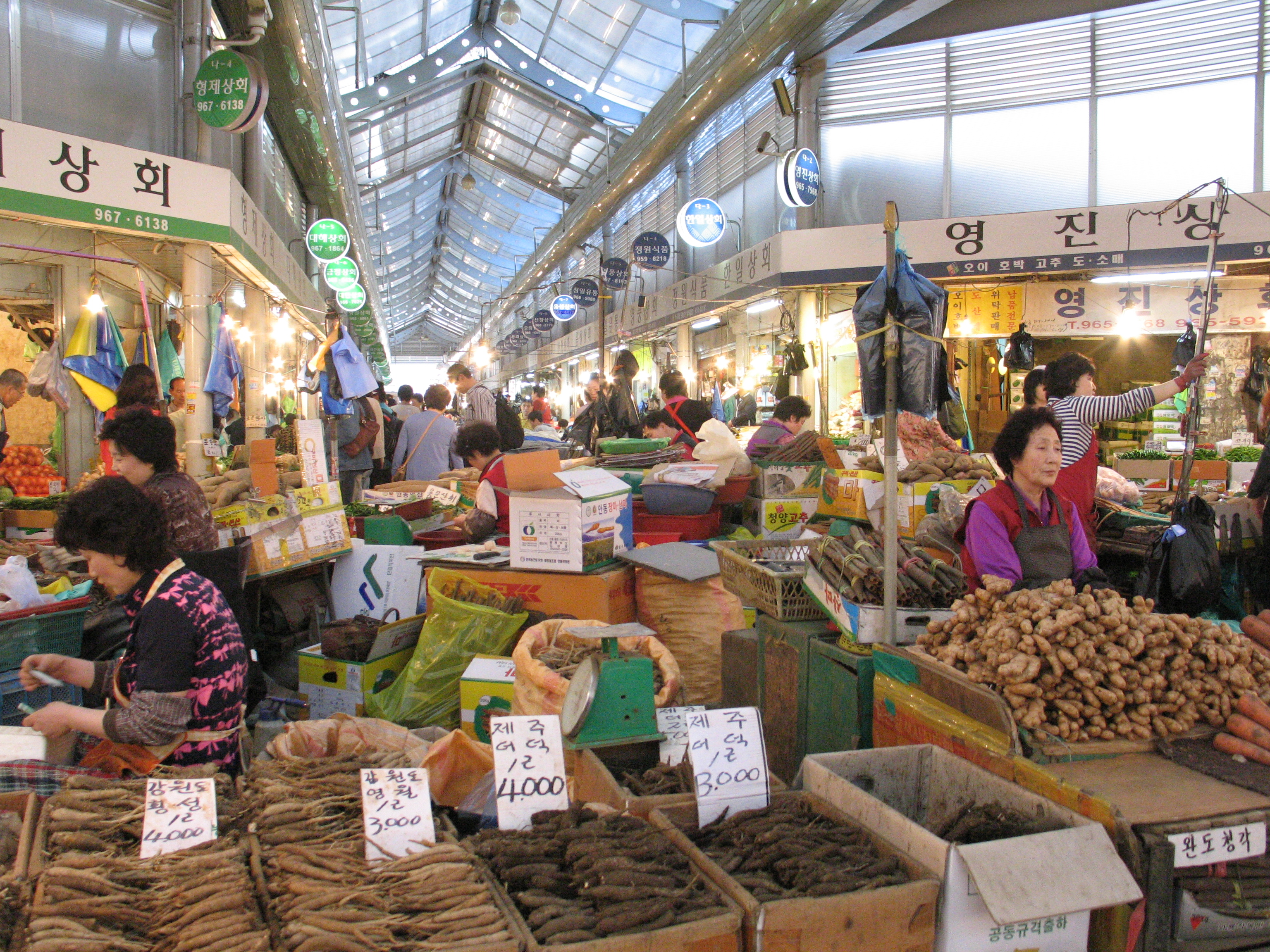
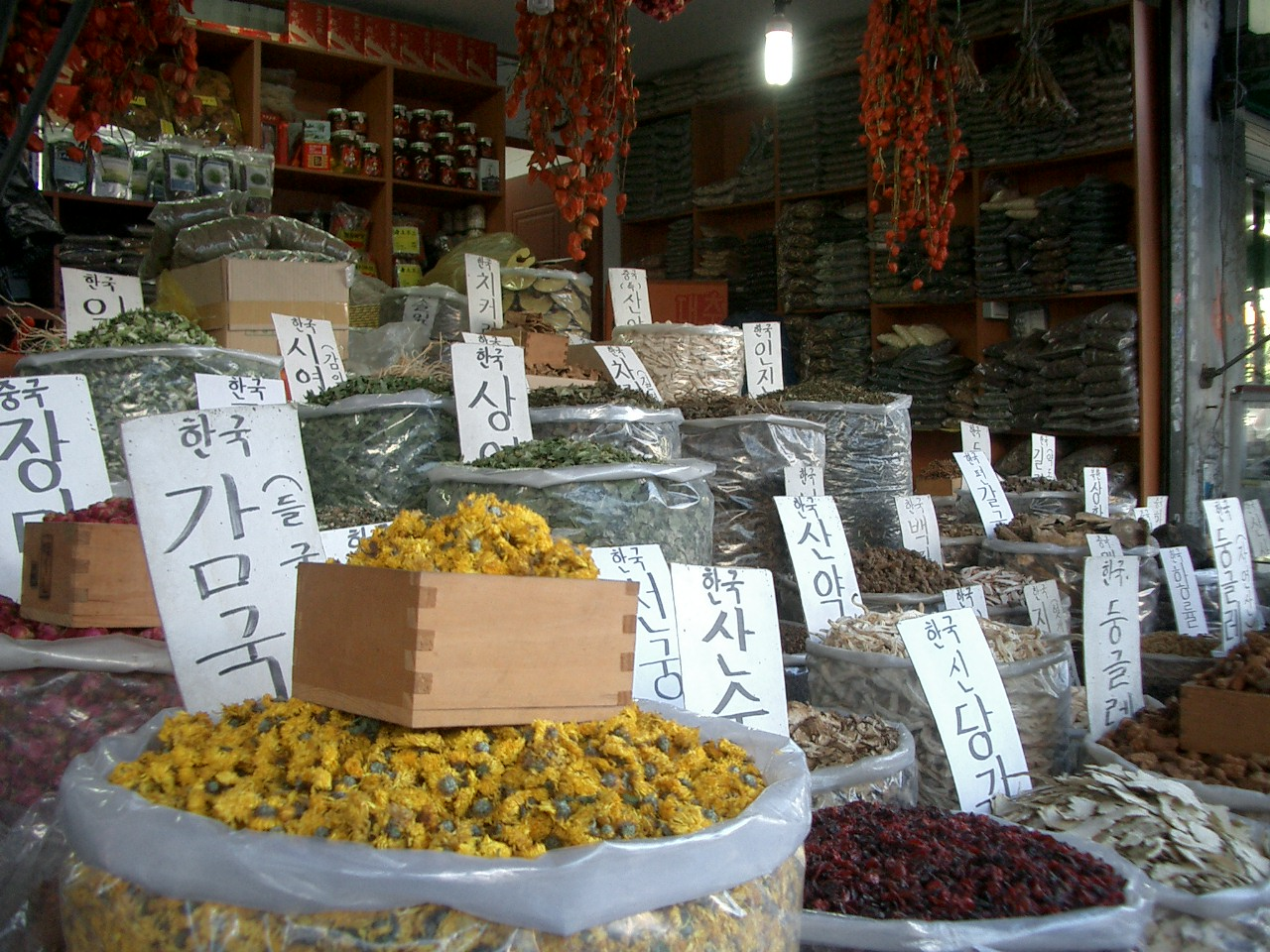
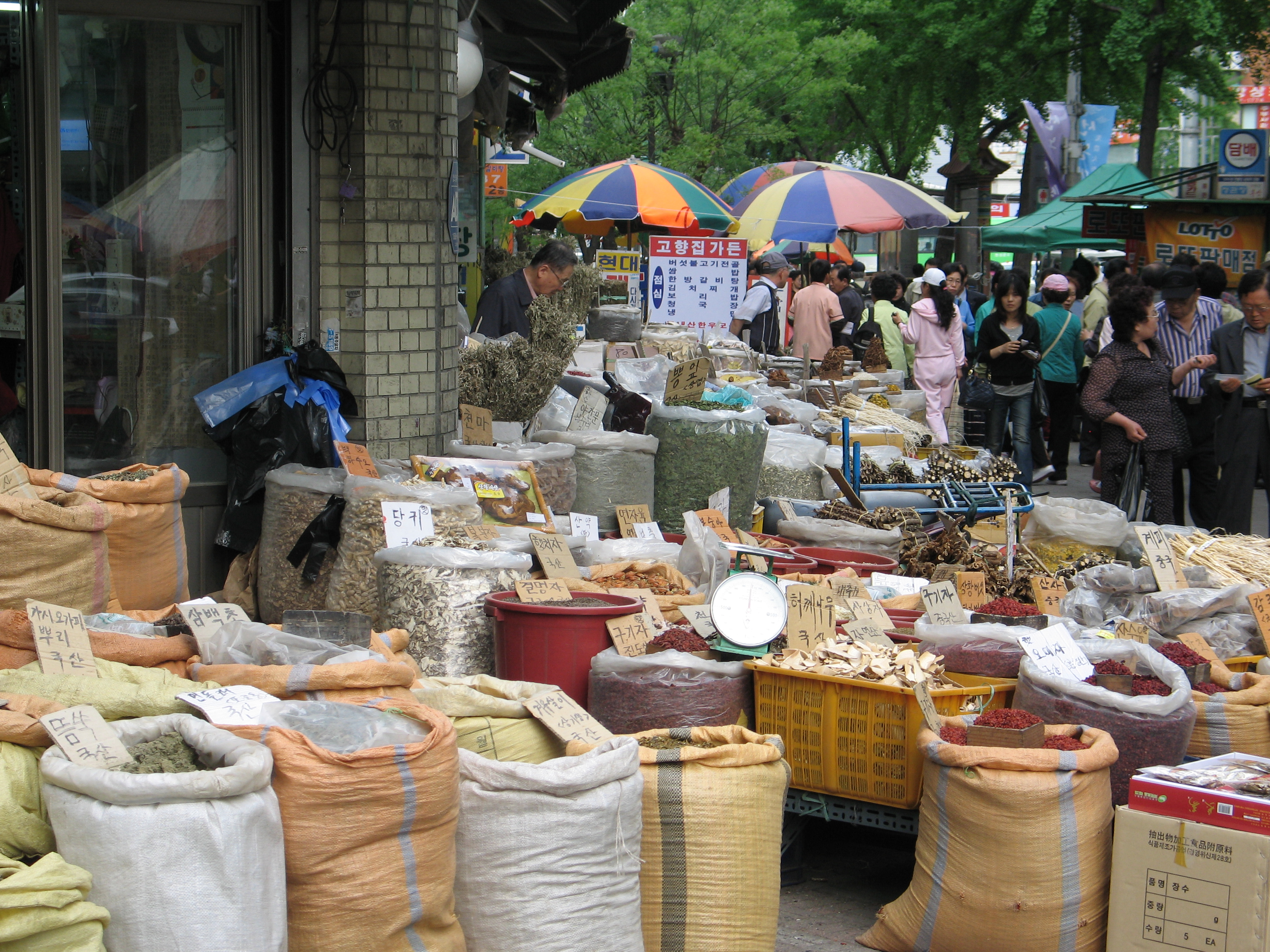
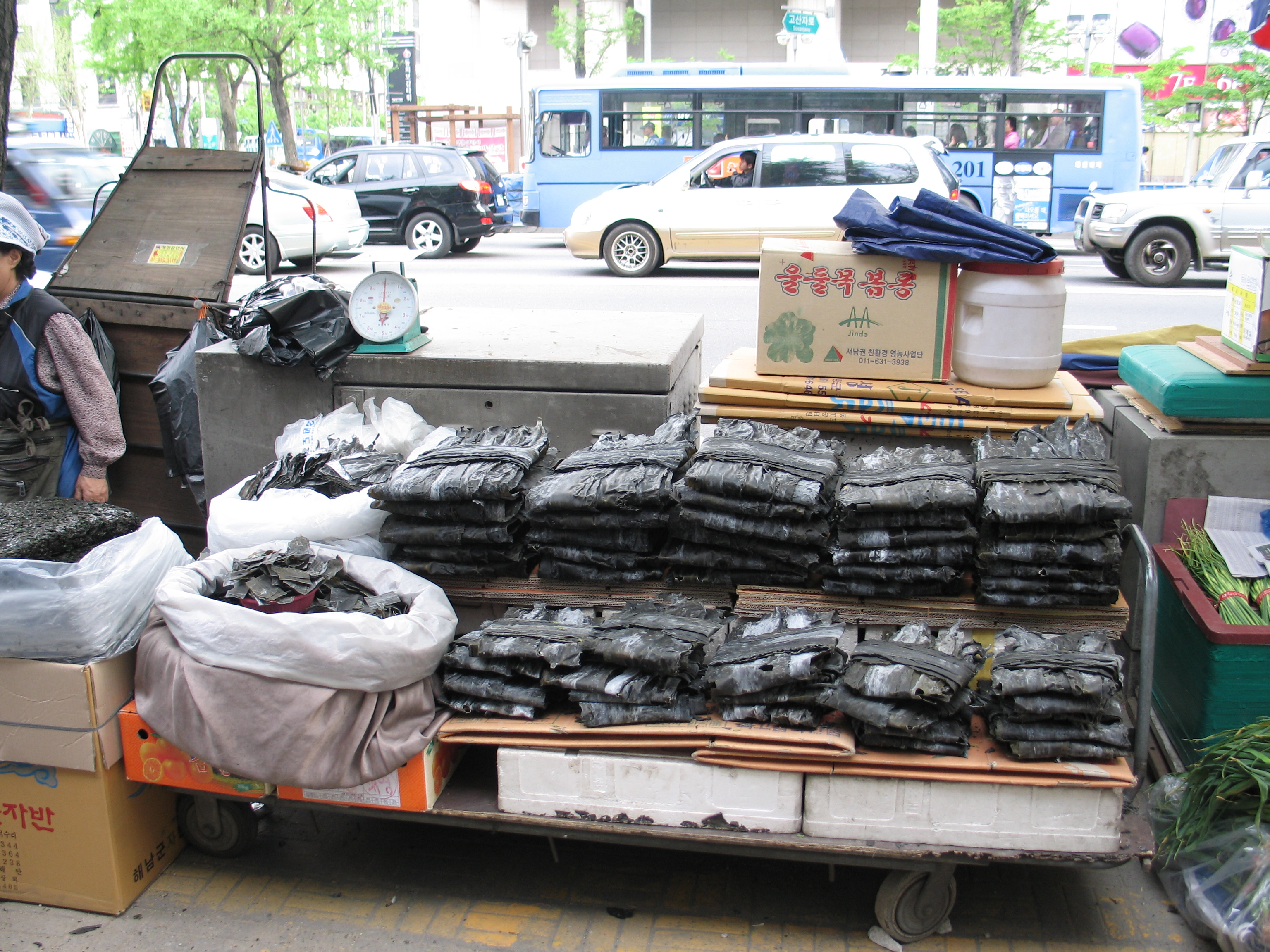
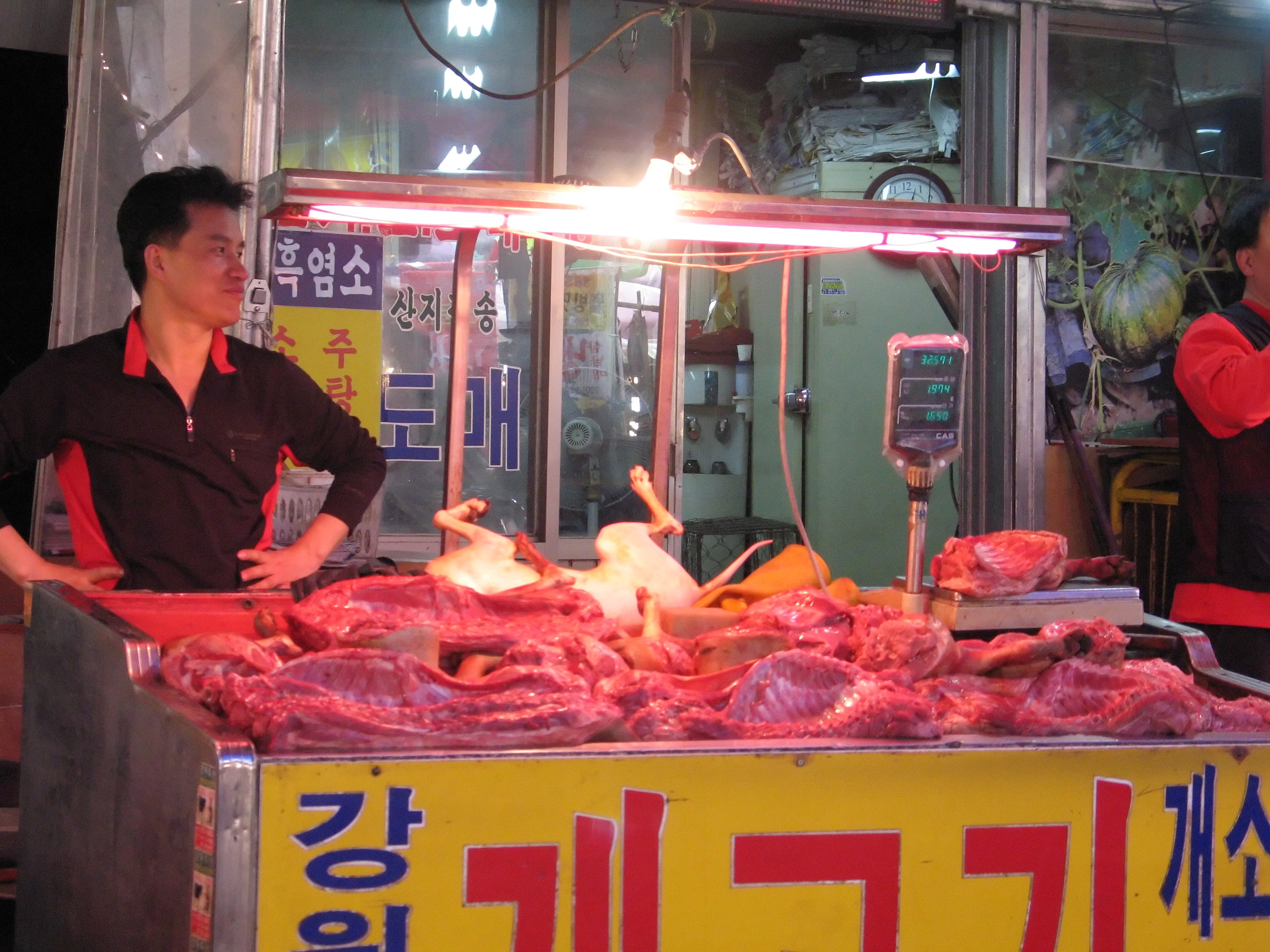
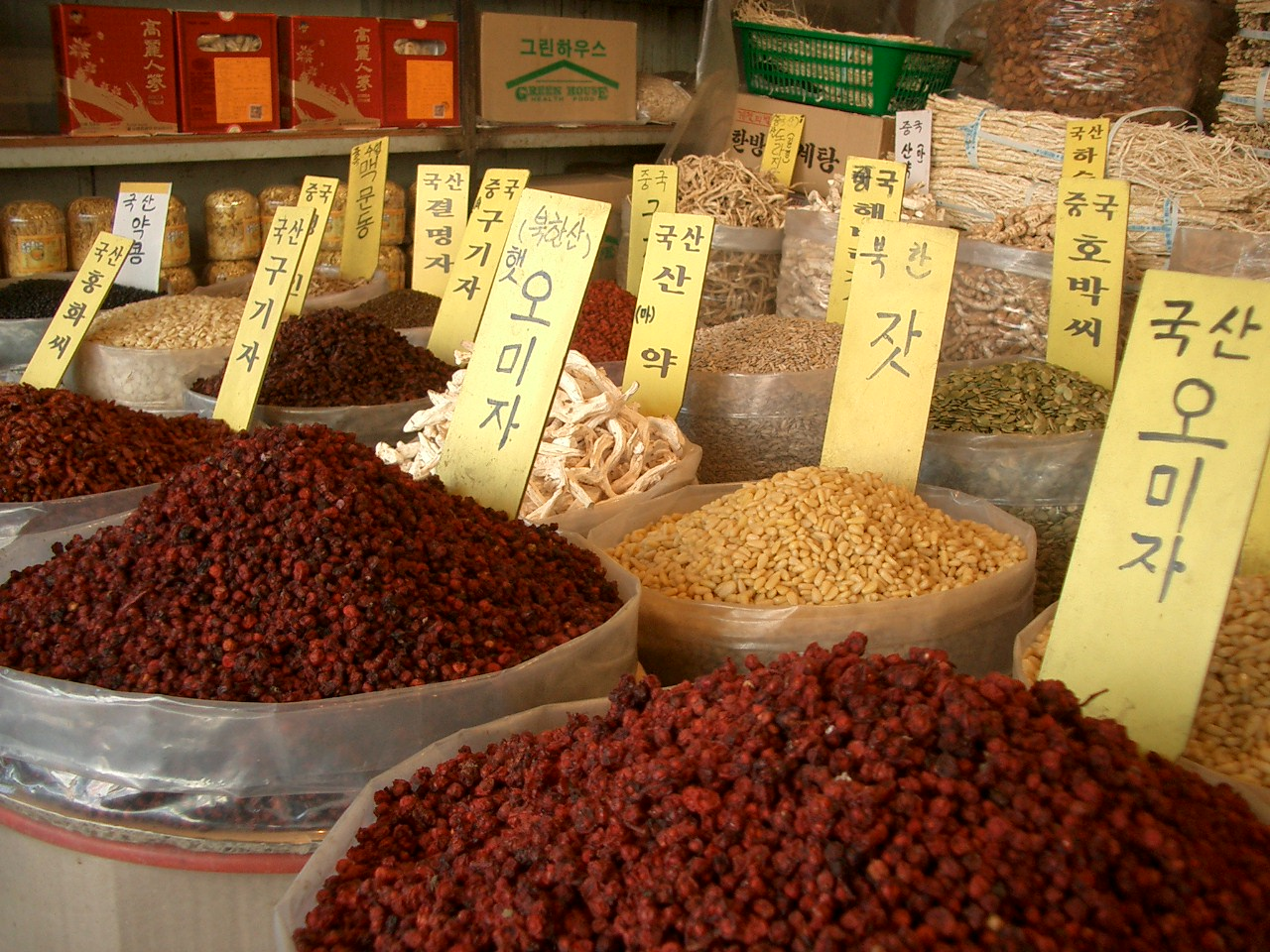